# Герман цу Вид
Герман цу Вид (полное имя — Вильгельм Герман Карл Фюрст фон Вид; 22 мая 1814, Нойвид — 5 марта 1864, Нойвид) — немецкий дворянин, 4-й князь Вид (1836—1864); отец первой королевы Румынии Елизаветы и дед Вильгельма Вида, князя Албании.

## Биография
Родился в городе Нойвид (герцогство Нассау). Второй ребёнок и старший сын Иоганна Карла Августа цу Вида (1779—1836), 3-го князя Вида (1809—1836), и его жены, принцессы Софии Августы Сольмс-Браунфельсской (1796—1855), дочери Вильгельма, принца Сольмс-Браунфельсского (1759—1837) и графини Августы Франциски Зальм-Грумбах (1771—1810).
В апреле 1836 года после смерти своего отца Герман унаследовал титул принца Вида и стал главой Дома Вид. В 1842 году князь Герман цу Вид вместе с 20 другими представителями немецкого дворянства основал общество по защите немецких иммигрантов в Техасе («Adelsverein, Society for the Protection of German Immigrants in Texas»).
Поселение Новый Вид в Техасе, в нескольких милях к северу от Нью Браунфелса на реке Гуадалупе в округе Комаль было создано после эпидемии 1846 года, но более 300 немецких поселенцев умерли. Также в Техасе была создана деревня Вид в округе Лавака.
Герман Вид получил значимость в обществе после обручения с сестрой Вильгельма, герцога Нассауского. Князь принимал активное участие в общественных мероприятиях до тех пор, пока в 1847 году стало известно, что из-за долгов и разногласий он должен взять более деловой подход в целях сохранения репутации и поддержки местного дворянства.
С 1847 года Август фон Бибра, директор бизнеса князя Вида, стал активно участвовать в делах общества в защите немецких иммигрантов. Когда в 1851 году после принца Карла Лейнингенского Иоганн Вид был избран президентом, Август фон Бибра взял на себя полное управление предприятием. Бибра выступал за то, чтобы погасить долги корпорации и возродить программу эмиграции на более чем десять лет.

## Брак и дети
20 июня 1842 года в Бибрихе женился на принцессе Марии Нассауской (29 января 1825 — 24 марта 1902), дочери Вильгельма, герцога Нассау (1792—1839) и его первой жены, принцессы Луизы Саксен-Гильдбурггаузенской (1794—1825).
У них родилось трое детей:
- Принцесса Елизавета Вид (29 декабря 1843 — 3 марта 1916), жена с 1869 года Кароля Гогенцоллерна-Зигмарингена (1839—1914), первого короля Румынии (1881—1914)
- Вильгельм цу Вид (22 августа 1845 — 22 октября 1907), 5-й князь Вид (1864—1907), женат с 1871 года на принцесса Марии Нидерландской
- Отто Вид (22 ноября 1850 — 18 февраля 1862)

## Титулы и стили
- 22 мая 1814 — 21 апреля 1836 — Его Светлость Князь Герман Вид
- 21 апреля 1836 — 5 марта 1864 — Его Светлость Князь Вид.